# Lasiochilus nubigenus
Lasiochilus nubigenus är en insektsart som beskrevs av George Willis Kirkaldy 1908. Lasiochilus nubigenus ingår i släktet Lasiochilus och familjen näbbskinnbaggar. Inga underarter finns listade i Catalogue of Life.